# Divergente 2 : L'Insurrection
Cet article concerne le film de Robert Schwentke. Pour le roman de Veronica Roth, voir Divergente 2.
Série Divergente
Divergente
(2014) Divergente 3 : Au-delà du mur
(2016)
Pour plus de détails, voir Fiche technique et Distribution.
Divergente 2 : L'Insurrection (The Divergent Series: Insurgent) ou La Série Divergence : Insurgés au Québec, est un film de science-fiction américano-canadien réalisé par Robert Schwentke, sorti en 2015.
C'est l'adaptation cinématographique du roman du même nom de Veronica Roth. Second volet d'une série de films, il fait suite à Divergente, réalisé par Neil Burger et sorti en 2014.

## Synopsis
Les Audacieux restés alliés aux Érudits trouvent chez les parents de Tris une boîte contenant un message des fondateurs. Mais seul un Divergent à 100 % peut ouvrir la boîte.  C'est pourquoi Jeanine les traque. La propagande contre eux se poursuit, les Audacieux fouillent chaque territoire et soumettent tous les membres des factions à un test de Divergence. 
Tris, Tobias, Caleb, Peter et Marcus se sont réfugiés chez les Fraternels en attendant que la situation se calme en ville. Tris dort mal, rêvant de la mort de ses parents et de celle de Will, qu'elle fut contrainte de tuer. Johanna, chef des Fraternels, les a accueillis avec bienveillance, mais une bagarre entre Tris et Peter menace de les faire expulser. Bientôt, Eric, Max et leurs hommes débarquent chez les Fraternels et les soumettent à un test de divergence grâce à un appareil. Johanna désapprouve leurs méthodes, mais accepte de se soumettre tout en couvrant Tris et ses amis. Mais Peter les trahit avant d'être lui-même capturé tout comme Marcus, tandis que Tris, Quatre et Caleb s'enfuient poursuivis par Eric et ses hommes. Ils parviennent à sauter dans un train en marche en direction de la ville. 
Ils découvrent un groupe de Sans-faction commandé par Edgar. Un combat s'engage dans le train, mais Quatre leur révèle son identité, ce qui leur permet d'être introduits dans le repaire des Sans-faction. Ces derniers sont commandés par Evelyn Johnson-Eaton, la mère de Quatre censée être morte depuis des années, mais qui s'est, en réalité, fait passer pour morte pour échapper à la violence de Marcus. Evelyn veut détrôner Jeanine et mettre fin au système des factions mais Quatre s'y refuse car il connaît les ambitions de sa mère. Apprenant que le reste des Audacieux non corrompus par Jeanine se cachent chez les Sincères, Quatre et Tris décident de retrouver leurs amis mais Caleb refuse de les accompagner, ne voulant pas cautionner le début d'un conflit. 
Tris et Quatre retrouvent leurs amis, dont Tori et Christina, mais ils sont capturés par les Sincères. Quatre réussit à convaincre leur chef Jack Kang de ne pas les livrer au Conseil et à Jeanine, arguant que seul un jugement par les Sincères a une véritable valeur. Après injection du sérum de vérité, Quatre et Tris leur apprennent la vérité sur l'attaque des Altruistes par les Audacieux, sur les plans de Jeanine et la prétendue menace des Divergents. Tris sera également contrainte d'avouer qu'elle a tué Will devant tout le monde et son amie Christina consternée.
Pendant ce temps, Jeanine utilise des Divergents capturés pour ouvrir la boîte, mais des échecs successifs provoquent la mort des sujets testés. Le soir, Tris discute avec Uriah, un Divergent Audacieux mais les fidèles de Jeanine attaquent subitement à l'aide de balles tranquillisantes. Éric et Max font tester plusieurs personnes pour débusquer les Divergents et Tris se révèle être 100 % compatible. Max repart pour prévenir Jeanine avant que Quatre et un groupe de Sincères et d'Audacieux désarment Éric et ses hommes. Éric dévoile une partie des intentions de Jeanine avant d'être tué par Quatre.
Les Audacieux retournent chez les Sans-factions d'Evelyn et Quatre accepte finalement une alliance avec sa mère. Entre-temps, Peter, qui se range du côté des Érudits, suggère à Jeanine d'attaquer Tris sur son point faible. Bientôt, les balles tranquillisantes de simulation poussent Christina, Marlène et le jeune Hector à se suicider après avoir délivré un message : Tris doit se rendre. Christina et Hector sont sauvés de justesse mais Marlène est tuée. En extrayant la balle de son corps, Tori découvre qu'on ne peut les enlever sans tuer leur victime. Tris, n'acceptant pas d'avoir d'autres morts sur la conscience, se rend alors seule chez les Érudits pour accéder à la requête de Jeanine. Lorsque Quatre s'en rend compte, il part à sa recherche.
Tris découvre alors que Peter, mais aussi Caleb, travaillent sur l'ouverture de la boîte pour Jeanine. Pour ce faire, elle est contrainte de réaliser une série de tests sous simulation, un pour chaque faction. Tris réussit successivement les simulations audacieuse, sincère, altruiste et érudite avant de faire une pause. Son frère lui explique, entretemps, l'importance de la boîte et qu'il a rejoint Jeanine selon lui pour le bien de la société. Tris retourne en salle de test et croise Quatre, capturé alors qu'il venait tenter de la secourir. Tris échoue cependant au test fraternel et meurt, Jeanine n'ayant pas stoppé la simulation à temps. 
Peter présente peu après le corps de Tris devant Quatre qui se débat au moment où Tris se réveille. Peter pousse ensuite Quatre à se débarrasser de ses gardiens et révèle qu'il a seulement administré à Tris un sérum simulant la paralysie, sachant que Jeanine a peu d'estime pour lui. Mais avant de fuir, Tris tient à récupérer la boîte. Elle et Quatre retournent donc en salle de test pendant que Peter pirate les accès. Les Érudits sont alertés et tentent de les intercepter. Pendant ce temps, Tori a réussi à enlever toutes les balles tranquillisantes et Evelyn décide d'attaquer le siège des Érudits.
Parvenue à la boîte, Tris tient toutefois à terminer la simulation fraternelle, consciente de l'enjeu du message enfermé. La jeune femme termine la simulation au moment où les hommes de main de Max et Jeanine débarquent. Le message des fondateurs leur apparaît alors : la ville et le système des factions sont un test servant à savoir s'ils pouvaient retrouver un jour un sens humain ; les Divergents sont l'unique but de l'expérience et les habitants de Chicago sont invités à les rejoindre par delà le mur. Jeanine, abasourdie, n'accepte pas les faits et ordonne qu'on enterre la boîte. Evelyn et les Sans-faction arrivent alors et libèrent Tris et Quatre. Jeanine, Max, Caleb et d'autres sont capturés et le message est diffusé par Quatre dans toute la ville.
Evelyn tue Jeanine en prison sans jugement alors que les habitants marchent en direction du mur.

## Fiche technique
- Titre original : The Divergent Series: Insurgent
- Titre français : Divergente 2 : L'Insurrection
- Titre québécois : La Série Divergence : Insurgés
- Réalisation : Robert Schwentke
- Scénario : Akiva Goldsman, Mark Bomback et Brian Duffield, d'après le roman Divergente 2 de Veronica Roth
- Musique : Joseph Trapanese
- Direction artistique : Alan Hook, Jay Pelissier et Michael H. Ward
- Décors : Alec Hammond
- Costumes : Louise Mingenbach
- Photographie : Florian Ballhaus et Mathew Alden
- Son : Michael Minkler, Jason Chiodo, Christian P. Minkler, Seva Solntsev
- Production : Douglas Wick, Lucy Fisher et Pouya Shahbazian

Direction de production : Michael Paseornek et Patrick Wachsberger
Production déléguée : Neil Burger, David Hoberman, Todd Lieberman et Barry H. Waldman
Production associée : Julia Enescu
Coproduction : Veronica Roth, Tina Anderson, Charlie Morrison et John Wildermuth
- Sociétés de production[1] : 
  - États-Unis : Red Wagon Entertainment, Mandeville Films, avec la participation de Summit Entertainment
  - Canada, Québec : NeoReel
- Sociétés de distribution :
  - États-Unis : Lionsgate
  - Canada : Entertainment One
  - France : SND Films
  - Belgique : Belga Films
  - Suisse : Ascot Elite Entertainment Group
- Budget : 110 millions de $[2]
- Pays d’origine :  États-Unis,  Canada
- Langue originale : anglais
- Format[3] : couleur (Technicolor) - 35 mm / D-Cinema - 2,35:1 (Cinémascope)
  - son Dolby Atmos | Datasat | Auro 11.1 | Dolby Digital | Dolby Surround 7.1 | IMAX 6-Track | SDDS | Sonics-DDP | 12-Track Digital Sound
- Genre : science-fiction, action, aventures, dystopie, romance
- Durée : 119 minutes
- Dates de sortie[4] :
  - Royaume-Uni : 11 mars 2015 (première mondiale à Londres)[5]
  - France, Belgique, Suisse romande : 18 mars 2015
  - États-Unis, Québec[6] : 20 mars 2015
- Classification[7] :
  -  États-Unis : Accord parental recommandé, film déconseillé aux moins de 13 ans (certificat #49592) (PG-13 - Parents Strongly Cautioned)[Note 1].
  -  Canada : Certaines scènes peuvent heurter les enfants - Accord parental souhaitable (PG - Parental Guidance).
  -  Québec : Tous publics (G - General Rating).
  -  France : Tous publics (visa d'exploitation no 141884 délivré le 17 mars 2015)[8].
  -  Suisse romande : Interdit aux moins de 14 ans[9].

## Distribution
- Shailene Woodley (VF : Jessica Monceau ; VQ : Eloïsa Cervantes) : Beatrice Prior / « Tris »
- Theo James (VF : Mathieu Moreau ; VQ : Jean-François Beaupré) : Tobias Eaton / « Quatre »
- Kate Winslet (VF : Armelle Gallaud ; VQ : Valérie Gagné) : Jeanine Matthews
- Ansel Elgort (VF : Victor Naudet ; VQ : Nicholas Savard L'Herbier) : Caleb Prior
- Miles Teller (VF : Gilduin Tissier ; VQ : Alexandre Fortin) : Peter
- Jai Courtney (VF : Jérémie Covillault ; VQ : Marc-André Bélanger) : Eric
- Octavia Spencer (VF : Véronique Alycia) : Johanna
- Ray Stevenson (VF : Patrick Raynal ; VQ : Sylvain Hétu) : Marcus Eaton
- Zoë Kravitz (VF : Lutèce Ragueneau ; VQ : Sarah-Jeanne Labrosse) : Christina
- Maggie Q (VF : Yumi Fujimori ; VQ : Catherine Hamann) : Tori Wu
- Mekhi Phifer (VF : Frantz Confiac) : Max
- Daniel Dae Kim (VF : Cédric Dumond ; VQ : Patrice Dubois) : Jack Kang
- Naomi Watts (VF : Hélène Bizot ; VQ : Pascale Montreuil) : Evelyn Johnson-Eaton
- Jonny Weston (VF : Gauthier Battoue) : Edgar
- Keiynan Lonsdale (VF : Namakan Koné) : Uriah
- Emjay Anthony  : Hector
- Ashley Judd (VF : Emmanuelle Rivière ; VQ : Julie Burroughs) : Natalie Prior
- Suki Waterhouse (VF : Laura-Anne Sagat) : Marlene
- Rosa Salazar (VF : Marie Tirmont) : Lynn
- Janet McTeer : Edith Prior

Sources et légendes : version française (VF) sur RS Doublage et AlloDoublage ; version québécoise (VQ) sur Doublage.qc.ca

## Production

### Développement
Après le bon démarrage de Divergente, un 2e volet est confirmé pour le 18 mars 2015 en France,.

### Tournage
Le tournage débute à Atlanta le 27 mai 2014,. Une partie du tournage a eu lieu à Chicago pour les flashbacks.

## Musique
On peut entendre dans le générique de fin : 
- Blood Hands du groupe britannique Royal Blood, titre issu de leur album éponyme.
- Never Let You Down, interprétée par Woodkid et Lykke Li, lesquels l'ont coécrite avec Jeff Bhasker.
- " Holes in the sky " de M83 qui avait déjà écrit une chanson dans Divergente 1 " I need you "

## Accueil

### Accueil critique
Le film reçoit, dans l'ensemble, des critiques plutôt positives. Sur le site Allociné, la presse lui donne une moyenne de 3,1/5, basée sur 18 critiques presse et les spectateurs lui donnent une moyenne de 3,8/5.
Sur le site IMDb, le film reçoit la note de 6,7/10 basée sur 52 472 utilisateurs et un Metascore de 42/100 .

### Box-office
| Pays ou région | Box-office        | Date d'arrêt du box-office | Nombre de semaines |
| -------------- | ----------------- | -------------------------- | ------------------ |
| États-Unis     | 130 179 072 $     | 9 juillet 2015             | 16                 |
| France         | 2 422 688 entrées | 13 mai 2015                | 7                  |
| Monde          | 297 276 329 $     | 9 juillet 2015             | 16                 |

### Différences principales avec le roman
- Tris se bagarre contre Peter chez les Fraternels car il la rend responsable de la mort de ses parents. Dans le roman, c'est parce qu'il lui a volé le disque contenant les données de la simulation qui contrôlait les Audacieux[22].

- Contrairement au film, Eric n'est pas présent parmi les Audacieux qui débarquent chez les Fraternels[23].

- Dans le roman, le personnage d'Edgar n'existe pas. C'est Edward, un ancien élève Audacieux devenu borgne et sans-faction qui joue un peu son rôle dans le train puis par la suite. La bagarre dans les wagons n'a également pas lieu[24].

- Eric et Max utilisent un appareil pour détecter les Divergents. Dans le livre, c'est leur résistance au gaz diffusé lors de l'attaque chez les Sincères qui permet de les localiser[25].

- Tris parviendra à enlever tous les dispositifs implantés après l'attaque chez les Sincères[26], alors que dans le film, c'est Tori qui le fera plus tard chez les Sans-factions.

- Dans le film, Marcus est capturé chez les Fraternels et ne réapparaît plus. Dans le livre, Marcus revient chez les Sincères après l'attaque, ayant réussi à s'enfuir avec Peter[27]. On apprend également que lui aussi est divergent[28].

- Christina et Marlène sont poussées au suicide, avant que Tris et Tori ne tentent de les sauver ; dans le livre, c'est Christina qui avec l'aide de Tris tente de sauver Marlène[29].

- Dans le film, Jeanine se sert des Divergents, afin d'obtenir le message enfermé dans une boîte léguée par les anciens. Dans le livre, la boîte n'existe pas et Jeanine connaît déjà l'information et fait tout pour le cacher[30] ; ses expériences n'ont pour unique but que de mettre au point un sérum qui agisse sur les Divergents[31].

- Dans le roman, Peter aide Tris parce qu'il se sent malade d'avoir une dette envers elle. Dans le film, il agit davantage dans son propre intérêt[32].

- A la fin du film, Evelyn exécute Jeanine. Dans le roman, c'est Tori qui la tue pour se venger de la mort de son frère[33].

- C'est Caleb dans le livre qui parviendra à sortir le message des fondateurs de l'ordinateur de Jeanine[34].

## Distinctions
Entre 2015 et 2017, Divergente 2 : L'Insurrection a été sélectionné 21 fois dans diverses catégories et a remporté 4 récompenses.

### Récompenses
- Prix de la bande-annonce d'or 2015 : Prix de la bande-annonce d’or du Meilleur panneau d'affichage décerné à Lionsgate.
- Prix du jeune public 2015 :
  - Prix du jeune public de la Meilleure actrice dans un film d'action décerné à Shailene Woodley,
  - Prix du jeune public du Meilleur baiser décerné à Shailene Woodley et Theo James.
- Société Américaine des Compositeurs, Auteurs et Éditeurs de Musique (ASCAP) 2016 :
  - Prix ASCAP des Meilleurs films au box-office pour Joseph Trapanese.

### Nominations
- MTV Movie Awards 2015 : Meilleur héros pour Tris incarné par Shailene Woodley.
- Prix de la bande-annonce d'or 2015 :
  - Meilleure bande-annonce d’un film d’aventure fantastique pour Lionsgate et Trailer Park,
  - Meilleur teaser pour Lionsgate et Trailer Park,
  - Meilleur spot télévisé de film fantastique / aventure pour Lionsgate et Carve Creative Advertising,
  - Meilleure affiche de film d'action pour Lionsgate,
  - Meilleur panneau d'affichage pour Lionsgate,
  - Meilleure affiche de film fantastique / aventure pour Lionsgate,
  - Meilleur affiche de film pour Lionsgate et Ignition Print,
  - Meilleurs Wildposts pour Lionsgate et Ignition Print,
  - Affiche la plus originale pour Lionsgate.
- Prix du jeune public 2015 :
  - Meilleur film d'action,
  - Meilleur acteur dans un film d'action pour Ansel Elgort,
  - Meilleur acteur dans un film d'action pour Theo James,
  - Meilleure méchante pour Kate Winslet,
  - Meilleur voleur de vedette pour Miles Teller.
- Prix mondiaux de la bande originale 2015 :
  - Meilleure chanson originale écrite directement pour un film pour Joseph Trapanese (pour la chanson Carry Me Home).
- Alliance des femmes journalistes de cinéma 2017 :
  - Nommé aux Récompenses spéciales EDA de l'Actrice qui a le plus besoin d'un nouvel agent pour Shailene Woodley.

## Suite
La suite, intitulée Divergente 3 : Au-delà du mur, est sortie au cinéma en 2016.